# Jacques Fernique
Jacques Fernique, né le 13 novembre 1961 à Haguenau (Bas-Rhin), est un homme politique français, membre du parti Les Écologistes (LÉ).
Il est membre du conseil régional d'Alsace de 2004 à 2015 et conseiller municipal de Geispolsheim (Bas-Rhin).
Il est élu sénateur du Bas-Rhin en septembre 2020.

## Carrière
Jacques Fernique est professeur d'histoire et de lettres au lycée professionnel Louis Couffignal à Strasbourg.
Il est militant bénévole de l'éducation populaire de 1982 à 1991. Animateur du mouvement étudiant contre la réforme universitaire du ministre Alain Devaquet en 1986, il est l'un des organisateurs des États Généraux étudiants à Paris en avril 1987.
Il est signataire en 1987 de l'Appel pour un Arc-en-ciel visant à rapprocher les militants alternatifs, autogestionnaires, anti-racistes et féministes de l'écologie à la façon des Grünen en Allemagne.
Membre des comités soutenant la candidature de Pierre Juquin à l'élection présidentielle de 1988, il est adhérent aux Verts sans interruption depuis 1989.
Conseiller régional d'Alsace de 2004 à 2015, il préside le groupe des élus verts et co-préside l'intergroupe PS-Verts.
Il est conseiller municipal de Geispolsheim (opposition) depuis 2007. Il se présente aux élections législatives de 2002 et aux élections législatives de 2007 en Alsace dans la quatrième circonscription du Bas-Rhin ; il se classe quatrième au premier tour dans les deux élections. Il est la tête de liste d'Europe Écologie pour les élections régionales de 2010 en Alsace
Il est élu sénateur du Bas-Rhin en septembre 2020,.